# Gertrude Casey
Gertrude Casey est une costumière américaine.

## Filmographie
- 1956 : Sur la piste de l'Orégon
- 1957 : Johnny Tremain
- 1957 : Fidèle Vagabond
- 1958 : Lueur dans la forêt
- 1958 : Tonka, cheval sauvage (Tonka) de Lewis R. Foster
- 1959 : Quelle vie de chien !
- 1959 : Darby O'Gill et les Farfadets
- 1960 : Le Clown et l'Enfant
- 1960 : Pollyanna
- 1961 : Monte là-d'ssus
- 1961 : La Fiancée de papa
- 1961 : Babes in Toyland
- 1962 : Un pilote dans la Lune
- 1962 : Bon voyage !
- 1963 : Après lui, le déluge
- 1963 : Sam l'intrépide
- 1963 : L'Été magique
- 1964 : Les Mésaventures de Merlin Jones
- 1964 : Les Pas du tigre
- 1964 : Mary Poppins
- 1965 : Calloway le trappeur
- 1965 : Un neveu studieux
- 1965 : L'Espion aux pattes de velours
- 1966 : Quatre Bassets pour un danois